# Eranos
Eranos (grekiska "knytkalas"), Acta philologica Suecana, är en tidskrift för klassisk filologi som grundades 1896 av Vilhelm Lundström, som var dess redaktör till sin död 1940. Den redigeras av en redaktionskommitté bestående av (i alfabetisk ordning) Erik Bohlin vid Göteborgs universitet, Eric Cullhed vid Uppsala universitet, Elena Dahlberg vid Uppsala universitet, Anna Fredriksson vid Uppsala universitet, Christian Høgel vid Lunds universitet och David Westberg vid Uppsala universitet. Nuvarande ägare till tidskriften är Svenska Klassikerförbundet.
Från början var tidskriftens huvudspråk svenska och latin. Numera förekommer i större utsträckning engelska, franska och tyska.